# 人間拡張

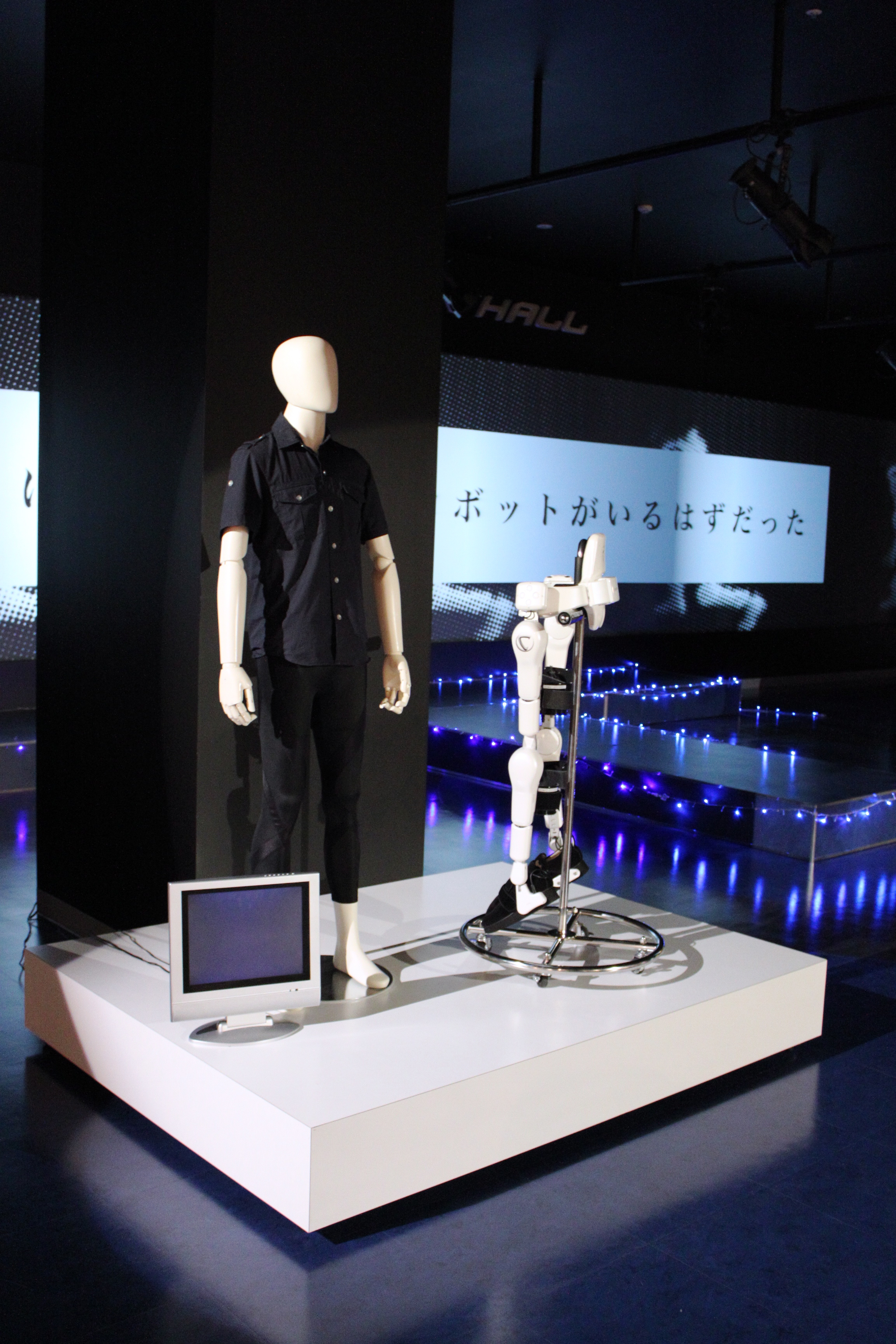
筑波大学で開発された電動パワード外骨格スーツ

人間拡張（にんげんかくちょう、Human Augmentation）とは、一時的か永続的かを問わず、現在の人間が持つ認識および肉体能力の限界を超えようとする試みを意味する。その手段は自然なものから人工的なものまである。人間強化（Human enhancement）とも言われる。

## 概要
この用語は技術的手段を使って人間の特性や才能を選択または変容させることを意味することもあり、その変容によって既存のヒトの範囲を超えた特性や才能を得るかどうかは意味しないことがある。その場合、技術が治療目的以外で使われている点が重要である。生命倫理学者の中には、治療目的でない人体への各種技術（ニューロ技術、サイバー技術、遺伝子技術、ナノテクノロジー）の応用に限定する者もいる。

## 技術
人間強化技術 (human enhancement technologies, HET) は、単に病気や障害に対処するために使うものから、人間の能力や特性を強化するために使うものまである。HETを先端技術とほぼ同義と見なす向きもある。また、人体への遺伝子工学適用と同義と見る向きもある。一般的には、ナノテクノロジー、生物工学、情報技術、認知科学を集約してヒトの能力を向上させることを指すのに使われている。

### デジタルと人間の融合
2010年代に入ってから人体をロボット技術を使って強化する、または、AI技術で人の認知機能を拡張するといった動きが活発化している。このような人間拡張技術は人間の可能性を向上させると共に、事故などで低下ないし消失した機能を補うことも可能にする。
人体の強化では、着用することで重たい物を軽々と運ぶことができるパワードスーツの開発が進められているほか、ARやVRを使って従来では不可能だった認知を可能にする技術が様々な分野で活用されている。
日本のような生産年齢人口が減少し続けている国では、人間拡張で1人あたりの生産性を向上させる取り組みに注目が集まっている。

### ゲノム編集による能力強化
人間にゲノム編集を施すことで各種能力を増強する構想もある。
2019年、遺伝学者のジョージ・チャーチは人間強化に必要な遺伝子リストを公開した。
リストには肉体強化、学習能力の強化、放射能に対する耐性強化、精神力の強化、必要睡眠時間の減少などを可能にする遺伝子が記載されており、副作用についても併記されている。しかし、副作用に関しては分かっていない部分も多い。

## 倫理的課題
1990年代以降、一部の研究者（たとえば Institute for Ethics and Emerging Technologies の一部のフェローなど）が人間強化の適切な支持者となったが、他の研究者ら（たとえばブッシュ大統領の生命倫理諮問委員会 (The President's Council on Bioethics) のメンバー）は批判を強めていった。2018年11月に中国の南方科技大学の賀建奎副教授が、世界初のデザイナーベビー「露露と娜娜」としてゲノム編集によってヒト免疫不全ウイルス（HIV）への耐性を与えた双子の女児の出産を発表して中国当局の調査で事実と認定されて世界的な物議を醸した際は、同様の遺伝子操作が脳機能や認知能力の強化をもたらしたとする動物実験に賀は言及していたことからアルシノ・シウヴァらから知能増幅を行った可能性も懸念された。
人間強化を擁護・推進する立場は「トランスヒューマニズム」と同義に扱われるようになっていった。これは心身を維持または改造するという権利を認識・保護すべきだというイデオロギーおよび運動であり、物議をかもしている。自身および彼らの子どもに対して人間強化技術を使用する選択の自由とインフォームド・コンセントを保証すべきだと主張している。
ニューロマーケティングのコンサルタントであるザック・リンチは、遺伝子治療よりもニューロ技術の方が先に社会的影響を持つようになり、過激な人間強化よりも抵抗は少ないだろうと主張している。また "Enablement" という概念を提唱し、「治療」と「強化」の境界線についての議論が必要だとしている。
人間強化についての提案の多くはフリンジサイエンスに依存しているが、人間強化の観念と可能性は幅広い議論を巻き起こしてきた。
多くの批判的な人々は、「人間強化」という用語が優生学的響きを伴った「充填された語」であるとしている。すなわち、一般的な健康の基準を超えた（人間の生物多様性と神経多様性を損なう可能性のある）遺伝的改良を暗示しており、その本来の意味を超えて否定的反応を引き起こすという。さらに、「病気にかかりにくくする」といった明らかによい強化はむしろ例外的であり、そういった強化でさえ「ADHDに関する論争」で明らかに示されているように倫理的トレードオフがあるだろうとしている。
人間強化への一般的な批判は、人間強化が個人への長期的影響や社会への影響（「持てる者」と「持たざる者」の間で肉体的または精神的不平等が生じるなどの懸念）を無視して利己的かつ短期的視野でむやみに行われる（かもしれない）点に向けられる。
以上のようなことから、一部の支持者はより穏やかな用語を使って公益を推進したいと考えており、"enhancement" の代わりに "enablement" とすることを好む。そして厳格で独立した安全性検査をしたうえで、それら技術に誰でもアクセスできるようにすべきだとしている。

## 技術一覧
人間強化の方法は多岐に渡る。このセクションでは既存技術を応用したものから、理論上のものまで様々な人間強化に関する試みをリスト形式で紹介する。

### 既存技術
- 生殖工学（英語版）
  - 着床前診断による胚の選別
- 肉体の強化:
  - 見た目の向上: 美容整形や歯列矯正
  - 薬物による強化: ドーピングや能力向上薬 (performance-enhancing drugs) 
  - 機能的強化: 義肢やパワードスーツ
  - 医療による強化: インプラント（心臓ペースメーカーなど）や人工臓器
- 精神の強化:
  - スマートドラッグ、サプリメント、健康食品などで、人間の精神機能（認識、記憶、知能、動機づけ、注意力、集中力）を強化するもの。[27]

### 研究が進められている技術
- 人間への遺伝子工学適用 (Human genetic engineering)
- 脳や神経系へのインプラント (Brain implant) （脳コンピュータインターフェイス）
- ナノメディシン (Nanomedicine)

### 理論上の技術
- 精神転送 - 脳を詳細にスキャンまたはマッピングすることで、ヒトの意識または精神を無機的なもの（コンピュータ）に転送またはコピーするという考え方。
- Exocortex - 脳に情報処理システムを外付けで接続し、脳における認知プロセスを強化するという考え方。

## フィクションにおける人間強化
- ガンダムシリーズ等に登場する強化人間